# 田遊巖
田游岩（?—?），唐朝京兆府三原县（今陕西省富平县西南）人。
唐高宗永徽年间，补太学生。后罢归，游于太白山。他母亲、妻子都有方外之志，于是携家人游历山水二十余年，从蜀地经过荆、楚，喜爱夷陵青溪，在其侧结庐而居。长史李安期上奏其才，召赴京师，行至汝州，以病推辞入箕山，在许由庙东筑室居住，自称“许由东邻”。调露年间，唐高宗至嵩山，派遣中书侍郎薛元超探问其母，赐药物絮帛。田游岩穿着隐士的衣冠出拜，高宗令左右搀扶制止，问他：“先生在山中养道，近来好吗？”田游岩说：“臣喜爱泉石烟霞就像病入膏肓，既逢太平时代，有幸得以逍遥。”。高宗说：“朕今得卿，何异汉高祖得到商山四皓？”薛元超说：“汉高祖想要废嫡立庶，商山四皓方来，岂如陛下崇重隐士，亲到岩穴问候！”高宗非常高兴，命田游到行宫，并带着家属乘驿车赴东都，授崇文馆学士，令他和太子少傅刘仁轨一起谈论。高宗将在嵩山营建奉天宫，田游岩旧宅在宫旁。高宗特令不毁，亲书题额悬挂其门：“隐士田游岩宅”。文明年间，进授朝散大夫，拜太子洗马。垂拱初年，因为和裴炎交结，放还山林。他蚕衣耕种，不交当世权贵，只和韩法昭、宋之问为方外之友。

## 延伸阅读
[在维基数据编辑]
 《舊唐書/卷192》，出自刘昫《舊唐書》